# Boris Dawydowitsch Berman

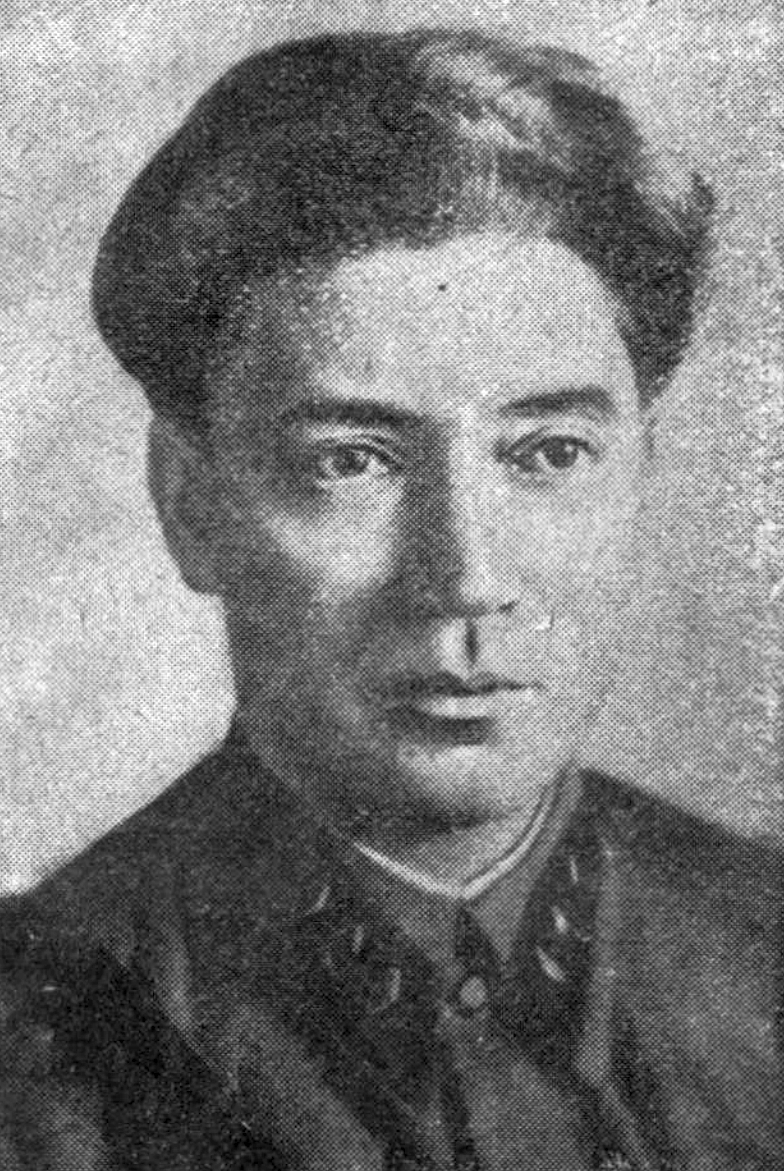
Boris Berman

Boris Dawydowitsch Berman (russisch Борис Давыдович Берман; 15. Mai 1901 in Andiranowka, Tschita, Transbaikal; † 22. Februar 1939 in Moskau) war ein führender Offizier des stalinistischen NKWD, der den Großen Terror mitgestaltete, bevor er 1938/39 selbst angeklagt und erschossen wurde.

## Karriere
Boris Berman stammte aus einer jüdischen Familie. Sein älterer Bruder Matwei leitete von 1932 bis 1937 das des sowjetische Straflagersystem Gulag. Im Russischen Bürgerkrieg kämpfte er als junger Mann, bevor er 1921 dem Geheimdienst OGPU beitrat. 1928–31 war er in Turkestan und darauf drei Jahre in der Berliner Residenz. 1934 wurde er unter Abram Sluzki zum Vizechef des OGPU-Auslandsdienstes ernannt, kurz bevor dieser im NKWD aufging.
Als das NKWD den ersten Moskauer Schauprozess vorbereitete, verhörte Berman 1936 alte Bolschewiki wie Lew Kamenew und Grigori Sinowjew und versprach ihnen lügnerisch, durch ein falsches Geständnis die Todesstrafe umgehen zu können. Während der Vorbereitung des zweiten Schauprozesses hatte er das Verhör von Karl Radek in seiner Hand. Bei der Festnahme von Nikolai Bucharin 1937 führte er das Team, das dessen Wohnung aufsuchte.
Im Mai 1937 wurde Berman zum NKWD-Chef und Volkskommissar des Inneren in der Weißrussischen SSR (BSSR) ernannt. In diesem Amt gehörte er zur Troika der BSSR und ordnete als erster offiziell Folter an. Unter seinen Opfern waren ehemalige hochrangige Kommunisten wie Nikolai Goloded sowie eine Gruppe von Intellektuellen und Schriftstellern, die am 29./30. Oktober 1937 hingerichtet wurden. Nach eigenen Angaben im Januar 1938 ließ er in acht Monaten 60.000 Menschen inhaftieren, wobei er auf die Bildungselite und Vertreter der weißrussischen Kultur zielte. Zeitgleich leitete er die Polen-Aktion des NKWD in Belarus, während der 17.000 Personen, meist Polen, zum Tod verurteilt wurden. Das meiste geschah öffentlich im Wald von Kurapaty bei Minsk.
Am 19. Dezember 1937 erhielt Berman den Leninorden zum 20. Jahrestag der Gründung der Tscheka. Im Mai 1938 wurde er zum Leiter des Dritten Direktorates im NKWD befördert. In der Woche, als Lawrenti Berija die Kontrolle über den NKWD übernahm, wurde Berman am 24. September 1938 verhaftet, als polnischer Spion angeklagt und am 22. Februar 1939 in Moskau hingerichtet. Auch später wurde er nie rehabilitiert, anders als sein Bruder Matwei. 
Sein Schwager Boris Bak war ebenso ein hoher NKWD-Mitarbeiter und Leiter in der Nordprovinz. Er wurde am 16. Juni 1938 erschossen.

## Einzelbelege
1. ↑  Robert Conquest: Inside Stalin's secret police: NKVD politics, 1936-1939. Macmillan, Houndmills, Basingstoke, Hampshire 1985, ISBN 978-0-333-39260-7, S. 54.
2. ↑  The worst Butcher of Belarusians, Devil himself Boris Berman. 1. Oktober 2019, abgerufen am 15. Juli 2025 (amerikanisches Englisch).
3. ↑  Timothy Snyder: Bloodlands: Europa zwischen Hitler und Stalin, München 2010. S. 115 f
4. ↑  Marc Jansen, N. V. Petrov: Stalin's loyal executioner: People's Commissar Nikolai Ezhov, 1895-1940. Hoover Institution Press, Stanford, CA 2002, ISBN 978-0-8179-2902-2, S. 131, 154.
5. ↑  Biography of Commissar of State Security 3rd Rank Boris Arkadevich Bak - (Борис Аркадьевич Бак) (1897 – 1938), Soviet Union. Abgerufen am 14. Juli 2025.
6. ↑  Tomasz Sommer: Operacja antypolska NKWD 1937-1938: geneza i przebieg ludobójstwa popełnionego na Polakach w Związku Sowieckim. Wydanie drugie Auflage. Muzeum II Wojny Światowej, Gdańsk 2020, ISBN 978-83-65957-30-6 (worldcat.org [abgerufen am 15. Juli 2025]).

| Personendaten    | Personendaten                                             |
| ---------------- | --------------------------------------------------------- |
| NAME             | Berman, Boris Dawydowitsch                                |
| ALTERNATIVNAMEN  | Берман, Борис Давыдович (russisch)                        |
| KURZBESCHREIBUNG | Leitender Mitarbeiter der sowjetischen Geheimpolizei NKWD |
| GEBURTSDATUM     | 15. Mai 1901                                              |
| GEBURTSORT       | Andiranowka, Tschita, Transbaikal                         |
| STERBEDATUM      | 22. Februar 1939                                          |
| STERBEORT        | Moskau                                                    |